# FIBA男子アジアカップ
FIBA男子アジアカップ（FIBA Asia Cup）は、FIBAアジアが主催するバスケットボールのナショナルチームによる大陸選手権である。FIBAアジアおよびFIBAオセアニア加盟国すべてに参加資格が与えられる。以前の大会名は Asian Basketball Confederation Championship、略称ABC。FIBA Asia Championship、FIBAアジア選手権だった。女子の大会についてはFIBA女子アジアカップを参照。

## 概要
1960年にマニラで第1回を開催。1963年の第2回以降、2015年大会までは隔年で開催され、オリンピックもしくはワールドカップのアジア予選を兼ねていた。2017年大会からは開催頻度が4年ごととなり、FIBAオセアニアのチームも参加している。本大会出場枠は16ヶ国。

### 予選
2017年大会までは開催国、開催前年のFIBAアジアチャレンジ（旧スタンコビッチカップ→FIBAアジアカップ）優勝国およびFIBAアジア内の6つのサブゾーン（東アジア・東南アジア・中央アジア・南アジア・湾岸・西アジア）予選の上位国が出場していた。各サブゾーンの出場枠数はFIBAアジアチャレンジの結果により変動していた。これに加えて2017年大会はオセアニアからオーストラリアとニュージーランドが参戦した。
2022年大会から予選方式が変更された。前回ワールドカップ予選に進出できなかったチームと参加しなかったチームによるサブゾーンごとの事前予選を行い最終予選進出チームを決定する。最終予選参加チームをFIBAランキングを基に8つのポッド（東地区4、西地区4）に分け、抽選により4チームごとのグループ分けを行い、グループ内でホームアウェイの予選を行い、上位チームがアジアカップ本大会出場権を獲得する。

### 大会方式
大会方式はこれまで何度か変更されている。ほとんどの大会で一次リーグと二次リーグを行ったのち、上位チームによる決勝トーナメントを行っていた。
2017年に開始した現在の形式は、予選リーグでは16チームが4グループに分かれて総当たりの試合を行い、グループの1位チームは直接決勝トーナメントの準々決勝に進出する。グループの2位チームは別のグループの3位チームとの間でプレーオフを行い、勝利チームが準々決勝に進出する。

## 開催実績
| 開催年    | 開催国                          | 決勝           | 決勝   | 決勝       | 3位決定戦        | 3位決定戦 | 3位決定戦        |
| 開催年    | 開催国                          | 優勝           | スコア | 準優勝     | 3位              | スコア    | 4位              |
| --------- | ------------------------------- | -------------- | ------ | ---------- | ---------------- | --------- | ---------------- |
| 1960 詳細 | フィリピン （マニラ）           | フィリピン     | [ 1 ]  | 中華民国   | 日本             | [ 1 ]     | 韓国             |
| 1963 詳細 | 中華民国 （台北）               | フィリピン     | [ 1 ]  | 中華民国   | 韓国             | [ 1 ]     | タイ             |
| 1965 詳細 | マレーシア （クアラルンプール） | 日本           | [ 1 ]  | フィリピン | 韓国             | [ 1 ]     | タイ             |
| 1967 詳細 | 韓国 （ソウル）                 | フィリピン     | [ 1 ]  | 韓国       | 日本             | [ 1 ]     | インドネシア     |
| 1969 詳細 | タイ （バンコク）               | 韓国           | [ 1 ]  | 日本       | フィリピン       | [ 1 ]     | 中華民国         |
| 1971 詳細 | 日本 （東京）                   | 日本           | [ 1 ]  | フィリピン | 韓国             | [ 1 ]     | 中華民国         |
| 1973 詳細 | フィリピン （マニラ）           | フィリピン     | [ 1 ]  | 韓国       | 中華民国         | [ 1 ]     | 日本             |
| 1975 詳細 | タイ （バンコク）               | 中国           | [ 1 ]  | 日本       | 韓国             | [ 1 ]     | インド           |
| 1977 詳細 | マレーシア （クアラルンプール） | 中国           | [ 1 ]  | 韓国       | 日本             | [ 1 ]     | マレーシア       |
| 1979 詳細 | 日本 （名古屋）                 | 中国           | [ 1 ]  | 日本       | 韓国             | [ 1 ]     | フィリピン       |
| 1981 詳細 | インド （カルカッタ）           | 中国           | [ 1 ]  | 韓国       | 日本             | [ 1 ]     | フィリピン       |
| 1983 詳細 | イギリス領香港                  | 中国           | 95-71  | 日本       | 韓国             | 83-60     | クウェート       |
| 1985 詳細 | マレーシア （クアラルンプール） | フィリピン     | [ 1 ]  | 韓国       | 中国             | [ 1 ]     | マレーシア       |
| 1987 詳細 | タイ （バンコク）               | 中国           | 86-79  | 韓国       | 日本             | 89-75     | フィリピン       |
| 1989 詳細 | 中国 （北京）                   | 中国           | 102-72 | 韓国       | 中華民国         | 69-58     | 日本             |
| 1991 詳細 | 日本 （神戸）                   | 中国           | [ 1 ]  | 韓国       | 日本             | [ 1 ]     | 中華民国         |
| 1993 詳細 | インドネシア （ジャカルタ）     | 中国           | 93-72  | 北朝鮮     | 韓国             | 86-70     | イラン           |
| 1995 詳細 | 韓国 （ソウル）                 | 中国           | 87-78  | 韓国       | 日本             | 69-63     | 中華民国         |
| 1997 詳細 | サウジアラビア （リヤド）       | 韓国           | 78-76  | 日本       | 中国             | 94-68     | サウジアラビア   |
| 1999 詳細 | 日本 （福岡）                   | 中国           | 63-45  | 韓国       | サウジアラビア   | 93-67     | 中華民国         |
| 2001 詳細 | 中国 （上海）                   | 中国           | 97-63  | レバノン   | 韓国             | 95-94     | シリア           |
| 2003 詳細 | 中国 （ハルビン）               | 中国           | 106-96 | 韓国       | カタール         | 77-67     | レバノン         |
| 2005 詳細 | カタール （ドーハ）             | 中国           | 77-61  | レバノン   | カタール         | 89-77     | 韓国             |
| 2007 詳細 | 日本 （徳島）                   | イラン         | 74-69  | レバノン   | 韓国             | 80-76     | カザフスタン     |
| 2009 詳細 | 中国 （天津）                   | イラン         | 70-52  | 中国       | ヨルダン         | 80-66     | レバノン         |
| 2011 詳細 | 中国 （武漢）                   | 中国           | 70-69  | ヨルダン   | 韓国             | 70-68     | フィリピン       |
| 2013 詳細 | フィリピン （マニラ）           | イラン         | 85-71  | フィリピン | 韓国             | 75-57     | 中華民国         |
| 2015 詳細 | 中国 （長沙）                   | 中国           | 78-67  | フィリピン | イラン           | 68-63     | 日本             |
| 2017 詳細 | レバノン （ベイルート）         | オーストラリア | 79-56  | イラン     | 韓国             | 80-71     | ニュージーランド |
| 2022 詳細 | インドネシア （ジャカルタ）     | オーストラリア | 75-73  | レバノン   | ニュージーランド | 83-75     | ヨルダン         |
| 2025 詳細 | サウジアラビア （ジッダ）       | オーストラリア | 90-89  | 中国       | イラン           | 79-73     | ニュージーランド |

## 国別メダル獲得数

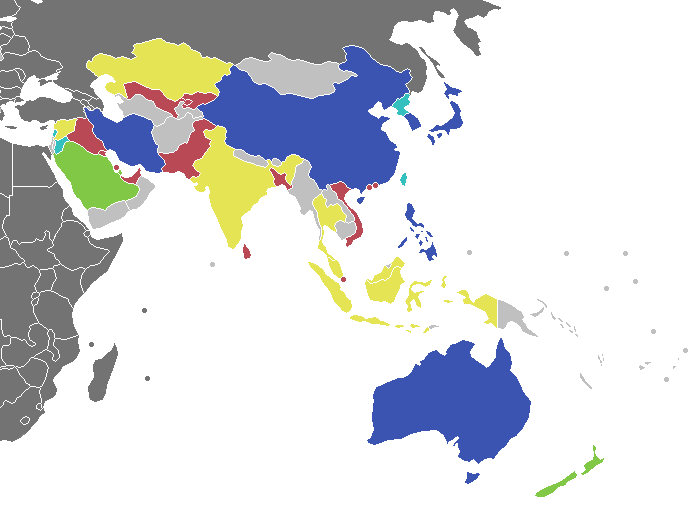
Map of the countries' best results.

2022年大会終了時点
| 順    | 国・地域             | 金 | 銀 | 銅 | 計 |
| ----- | -------------------- | -- | -- | -- | -- |
| 1     | 中華人民共和国       | 16 | 1  | 2  | 19 |
| 2     | フィリピン           | 5  | 4  | 1  | 10 |
| 3     | イラン               | 3  | 1  | 1  | 5  |
| 4     | 韓国                 | 2  | 11 | 12 | 25 |
| 5     | 日本                 | 2  | 5  | 7  | 14 |
| 6     | オーストラリア       | 2  | 0  | 0  | 2  |
| 7     | レバノン             | 0  | 4  | 0  | 4  |
| 8     | チャイニーズタイペイ | 0  | 2  | 2  | 4  |
| 9     | ヨルダン             | 0  | 1  | 1  | 2  |
| 10    | 北朝鮮               | 0  | 1  | 0  | 1  |
| 11    | カタール             | 0  | 0  | 2  | 2  |
| 12    | サウジアラビア       | 0  | 0  | 1  | 1  |
| 12    | ニュージーランド     | 0  | 0  | 1  | 1  |
| Total | Total                | 30 | 30 | 30 | 90 |

## MVP
| 年   | MVP                      |
| ---- | ------------------------ |
| 1960 | カルロス・バディオン     |
| 1973 | ボグス・アドルナード     |
| 1983 | 郭永林                   |
| 1985 | アラン・カイディック     |
| 1987 | 李忠煕                   |
| 1995 | 許載                     |
| 1997 | 全希哲                   |
| 1999 | 胡衛東                   |
| 2001 | 姚明                     |
| 2003 | 姚明 (2)                 |
| 2005 | 姚明 (3)                 |
| 2007 | ハメッド・ハッダディ     |
| 2009 | ハメッド・ハッダディ (2) |
| 2011 | 易建聯                   |
| 2013 | ハメッド・ハッダディ (3) |
| 2015 | 易建聯 (2)               |
| 2017 | ハメッド・ハッダディ (4) |
| 2022 | ワエル・アラクジ         |
| 2025 | ジェイリン・ギャロウェイ |

## 日本での放送
- 1999年大会は男女とも日本テレビ・NHK-BS・スカイスポーツなどで中継された。
- 2007年・2009年はFIBA国際大会の国内放映権を持つJ SPORTSが中継。
- 2013年から2016年はフジテレビがFIBA主催国際大会の日本国内独占放映権を取得。2013年の男子大会はフジテレビのCS、フジテレビNEXTで中継。
- 2017年大会からは男女ともにDAZNにて独占生中継。
- 2025年大会予選はDAZNに加えて、BS日テレとテレビ朝日、TVerでも中継・配信された[2][3]。